# Montipora venosa
Espèce
Statut de conservation UICN

 NT  : Quasi menacé
Statut CITES
Montipora venosa est une espèce de coraux appartenant à la famille des Acroporidae.